# Häxhuvudnebulosan
Häxhuvudnebulosan, eller IC 2118, är en reflektionsnebulosa som har fått sitt namn på grund av dess irregulära form som liknar ett häxhuvud. Den ligger i utkanten av stjärnbilden Eridanus, nära stjärnan Cursa (Beta Eridani, β Eri), som är Eridanus näst ljusstarkaste stjärna. Häxhuvudnebulosan ligger också ganska nära Rigel (Beta Orionis, β Ori), en mycket ljusstark stjärna i stjärnbilden Orion, som också är orsaken till att denna nebulosa lyser.  

## Att observera Häxhuvudnebulosan

En stjärnkarta som bl.a. visar Rigels och Beta (β) Eridanus positioner.

Häxhuvudnebulosan är en mycket ljussvag nebulosa och kan därför vara lite svår att få syn på, även om den är väldigt stor. Man måste därför ha en mycket mörk och stjärnklar natt, och vara så långt ifrån alla ljusföroreningar som möjligt. Ju större apertur, och ljussamlingsförmåga, kikaren eller teleskopet har, desto större är chansen att man får syn på denna nebulosa.
Eftersom nebulosan är så ljussvag går den inte att se med blotta ögat.
Precis som med de flesta djuprymdsobjekt, måste man  fotografera Häxhuvudnebulosan för att kunna se den i färg. Detta är för att ögats  tappar (som reagerar på olika färger) inte är tillräckligt känsliga för att se mycket ljussvaga objekt, till skillnad från  stavarna (som är mycket ljuskänsliga, men reagerar inte på färger).